# Рудолф I (Бургундия)
Рудолф I (на немски: Rudolf I.; † 25 октомври 912) е през 872 г. маркграф на Горна Бургундия (Transjurana), от 878 г. граф, от 888 до 912 г. крал на Горна Бургундия.
Рудолф I произлиза от стария бургундски клон на Велфите.
Син е на Конрад II Млади († 21 септември 862), граф на Оксер и втората му съпруга Валдрада от Вормс. Баща му е син на Велф I саксонката и Хайлвиг и брат на императрица Юдит († 843), съпруга на Лудвиг Благочестиви и на кралица Ема Баварска, Лудвиг II Немски. Майка му е вероятно дъщеря на Св. Вилхелм от Гелон, граф на Тулуза от род Вилхелмиди.
Неговата сестра Аделхайд е омъжена за Рихард I Застъпник († 921), херцог на Бургундия от Бувинидите и е майка на Раул крал на Франция.
През 888 г. Рудолф I е провъзгласен за крал на Горна Бургундия. Основаната от него Горна Бургундия е на територията на по-късното Свободно графство Бургундия, Западна Швейцария, Базел и Валис, Аоста и части от Централна Швейцария.
Рудолф I се жени за Вила († пр. 924) от Долна Бургундия, дъщеря на крал Бозон Виенски († 1 ноември 887, крал на Долна Бургундия от 879 г.).
Баща е на:
- Рудолф II (* 880~905; † 11 юли 937) 912 г. крал на Бургундия, 912/925 г. крал на Италия, ∞ 922 г. за Берта Швабска († 2 януари 966), дъщеря на Бурхард II херцог на Швабия (Бурхардинги)
- Лудвиг, 920/929 г. граф в Тургау, ∞ за Едгифа, дъщеря на крал Едуард Стари от Англия
- Валдрада, ∞ между 921 и 17 юли 923 г. за Бонифац II († юли/декември 953), херцог и маркграф на Сполето 945 г.
- Юдит, 929

Вила се омъжва след неговата смърт през 912 г. за втори път за граф Хуго от Виен, който става 924 г. крал на Долна Бургундия и 926 г. като Хуго I крал на Италия.